# Georg Maier (Sportfunktionär)
Georg Maier (* 1898 in München; † 1975 in Grafrath) war ein deutscher Sportfunktionär.

## Werdegang
Maier war nach Ende des Zweiten Weltkriegs einer der Mitbegründer des Bayerischen Landes-Sportverbandes (BLSV) und von 1945 bis 1953 dessen Präsident. Auf seine Initiative hin wurde gemeinsam mit dem Bayerischen Fußball-Verband in Grünwald eine verbandseigene Sportschule errichtet, die im September 1950 eingeweiht wurde.

## Ehrungen
- 1952: Verdienstkreuz (Steckkreuz) der Bundesrepublik Deutschland